# Lotniskowce typu Colossus
Lotniskowce typu Colossus – brytyjskie lotniskowce lekkie, które zaczęły wchodzić do służby w grudniu 1944 roku. Planowano zbudować 16 jednostek tego typu, jednak do służby ostatecznie weszło tylko 10.
Dwa z okrętów tego typu HMS „Perseus” i HMS „Pioneer” zostały zbudowane jako „okręty warsztatowe” do naprawy i obsługi samolotów, budowa następnych pięciu okrętów została na pewien czas zatrzymana i ostatecznie zostały one zbudowane jako typ Majestic, szósty planowany „Majestic” nigdy nie został dokończony. Większość okrętów została w późniejszym czasie sprzedana do krajów Wspólnoty Brytyjskiej.

## Historia
Zatopienie pozbawionych osłony powietrznej brytyjskich okrętów HMS „Prince of Wales” i „Repulse” przez japońskie samoloty w czasie tzw. bitwy pod Kuantanem było symbolicznym końcem „ery pancerników” i oznaczało początek nowej ery w wojnach morskich, w której lotnictwo morskie miało odgrywać znaczącą rolę, co pociągnęło za sobą zwiększenie zapotrzebowania na nowoczesne lotniskowce.
Flota brytyjska odczuwała brak odpowiedniej liczby lotniskowców – w momencie wybuchu II wojny światowej Royal Navy posiadała na stanie „lotniskowce floty” (tradycyjne, duże i kosztowne w produkcji), w późniejszym czasie wprowadzono do użycia także znacznie tańsze w wykonaniu i utrzymaniu lotniskowce eskortowe. „Dużych” lotniskowców było zawsze za mało, a eskortowe były przeznaczone do innych zadań (osłona konwojów morskich). Małe i stosunkowo powolne lotniskowce eskortowe nie nadawały się do zadań stawianych przed tradycyjnymi lotniskowcami, a w dodatku na ich budowę potrzebne były duże statki handlowe, które wykorzystywano do innych zadań. W tej sytuacji zaproponowano konstrukcję zupełnie nowej klasy okrętów – „lotniskowców lekkich”, mniejszych rozmiarem od tradycyjnych dużych okrętów tego typu, ale bazowanych na typie Illustrious.
Pierwsze cztery „Kolosy” zostały ukończone w grudniu 1944 i zostały natychmiast wysłane na Daleki Wschód, ale żaden z nich nie wziął udziału w wojnie. Po II wojnie światowej okręty tego typu pozostały w służbie brytyjskiej i wzięły udział w wojnie koreańskiej.

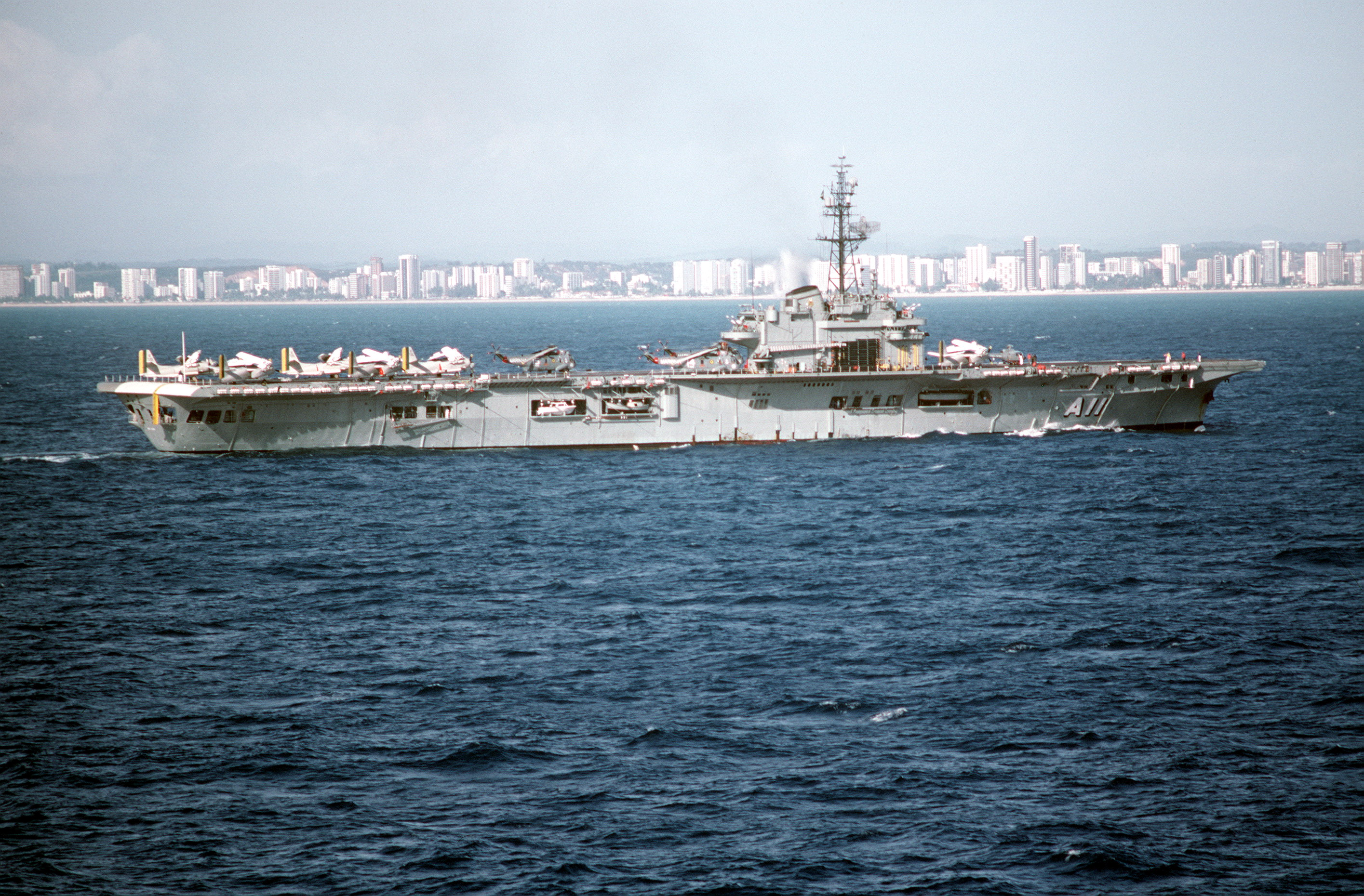
Brazylijski „Minas Gerais”, dawny HMS „Vengeance”, w latach 80.

Wiele okrętów typu Colossus zostało w późniejszym czasie sprzedanych do innych państw, gdzie niektóre z nich służyły aż do lat 90. XX wieku.

## Lista okrętów klasyColossus
- HMS „Colossus” – wypożyczony, a później sprzedany do Francji, gdzie służył pod nazwą Arromanches, złomowany w 1978.
- HMS „Glory” – złomowany w 1961.
- HMS „Ocean” – złomowany w 1962.
- HMS „Perseus” – wodowany pod nazwą „Edgar”, ale po wejściu do służby przemianowany na Perseus w 1945, złomowany w 1958.
- HMS „Pioneer” – początkowo „Ethalion”; później „Mars”, ostatecznie „Pioneer”, złomowany w 1954.
- HMS „Theseus” – złomowany w 1962.
- HMS „Triumph” – złomowany 1981.
- HMS „Venerable” – w 1948 sprzedany do Holandii, gdzie służył jako „Karel Doorman II”, następnie sprzedany ponownie do Argentyny, gdzie otrzymał nazwę ARA „Vienticinco de Mayo”, w 2006 został odholowany do Indii, gdzie najprawdopodobniej został złomowany
- HMS „Vengeance” – służył w Royal Australian Navy w latach 1953–1955, w 1956 sprzedany do Brazylii, gdzie służył pod nazwą NAeL „Minas Gerais”, wycofany ze służby w 2001, złomowany w 2004
- HMS „Warrior” – wypożyczony do Royal Canadian Navy, zwrócony do Royal Navy w 1956, sprzedany do Argentyny w 1958 gdzie służył jako „Independencia”, złomowany w latach 70.